# Dezinformacja
Dezinformacja – zamierzona i konsekwentna formuła
przekazu informacji w tym fałszywych lub zmanipulowanych oraz fabrykowanie takiego przekazu poprzez tworzenie różnego rodzaju nieprawdziwych dokumentów, obrazów graficznych, zdjęć zmodyfikowanych, filmów, organizacji itd. które wprowadzają w błąd (powodują powstanie obrazu świata niezgodnego z rzeczywistością) i wywołują określone efekty w postaci:
- podejmowania przez odbiorcę[a] błędnych decyzji,
- wytworzenia poglądu,
- działania lub jego braku,

zgodnych z założeniem podmiotu dezinformującego.
Według analiz modeli dezinformacji z perspektywy modeli poznawczych, dezinformacja jest efektem oddziaływania narzuconego środowiska poznawczego (obrazu świata) – w związku z tym może być również realizowana przy użyciu przekazu o dużej zbieżności z faktami.
Powszechne rozumienie pojęcia dezinformacja odbiega od zawartego w literaturze przedmiotu. Dezinformacji poddaje się całe populacje, a nie poszczególne osoby. Rozwój dezinformacji jest związany z rozwojem technik komunikowania społecznego – powszechnego dostępu do informacji.

## Etymologia
Termin pochodzi z ros. дезинформация utworzonego w połowie XIX wieku przez dodanie zaprzeczenia dez- (ros. дез) do znanego w Rosji od czasów Piotra I słowa informacja (ros. информация) jako określenie wprowadzania w błąd dla taktycznych i strategicznych korzyści: wizerunkowych, politycznych, finansowych i militarnych. W Rosji Radzieckiej, a następnie w ZSRR, kontynuowano i rozwijano takie działania carskiej Ochrany – pierwsze biuro dezinformacji, specpropagandy i sabotażu (ros. дезинфорбюро/дезбюро) zostało utworzone w 1923 w ramach OGPU, następczyni Czeka. W Ministerstwie Bezpieczeństwa Publicznego ZSRR (MGB ZSRR) bezpośrednią dywersją (terrorem) i pośrednią ideologiczną dywersją za granicą zajmowało się odrębne Biuro nr 1, dywersja wewnętrzna obszaru ZSRR była w zakresie działań Biura nr 2 MBP. W styczniu 1959 powołano kolejną strukturę w celach dezinformacji – Wydział „D” (od ros. деза, dezinformacja) w I Zarządzie Głównym KGB, czyli wywiadzie KGB. Wydział „D” odpowiadał za czarną propagandę prowadzoną przez ZSRR. Podobna struktura służąca dezinformacji została utworzona w wywiadzie wojskowym ZSRR (GRU) i do 1991 w strukturach Głównego Zarządu Politycznego istniał Zarząd VII – specpropagandy. Następnie historyczne rosyjskie słowo „dezinformacja” zostało przetłumaczone na francuskie désinformation oraz angielskie disinformation (notowane w 1955). Na początku lat 50. XX wieku Józef Stalin uznał, że rosyjskie słowo дезинформация powinno się wydawać terminem o pochodzeniu zachodnim. Wywiady krajów bloku wschodniego dostały rozkaz od służb ZSRR, aby rozpowszechnić plotkę, że słowo „dezinformacja” pochodzi z języka francuskiego. Ma to odzwierciedlenie np. w Wielkiej Encyklopedii Radzieckiej z 1952, która opisuje termin дезинформация (dezinformacja) jako „słowo pochodzenia francuskiego”. Oficjalny francuski słownik Larousse w wydaniu z 1952 nie zawiera takiego słowa, również w wydaniu z 1978 się ono nie pojawia. W 1954 francuski rząd oficjalnie zdementował koncepcję rzekomej francuskiej genezy słowa „dezinformacja”.

## Cele i zakres działania dezinformacji
Dezinformacja jest działaniem celowym – nieprawdziwa czy zmanipulowana informacja jest przekazywana po to, aby osiągnąć określony efekt: dać odbiorcy „wiedzę” pozorną, bezużyteczną lub szkodliwą, która następnie posłuży do podejmowania przez odbiorcę błędnych decyzji, korzystnych z punktu widzenia podmiotu dezinformującego.
Istotą działań dezinformacyjnych jest wprowadzenie do opinii publicznej (obiegu informacyjnego) informacji, które mają oddziaływać na zachowania społeczne, sprawiając jednak pozory spontaniczności.
Dezinformacji poddaje się całe populacje, a nie poszczególne osoby, jest ona realizacją konsekwentnego programu, którego celem jest zastąpienie określonych poglądów u masowego odbiorcy, które zostały uznane przez dezinformatora za niekorzystne. Ich miejsce ma zastąpić odpowiednio dobrana narracja, spreparowana przez podmiot dezinformujący.
Dezinformacja jest jednym z narzędzi w koncepcji zarządzania refleksyjnego (ros. рефлексивное управление), której powstanie jest związane z rozwojem cybernetyki w ZSRR, co było efektem przemian politycznych od 1956 roku i jest częścią działań określanych jako środki aktywne, ros. активные мероприятия (tajne lub pozoracyjne operacje prowadzone w ramach wspierania sowieckiej/rosyjskiej polityki zagranicznej, które należy odróżnić zarówno od szpiegostwa i kontrwywiadu oraz od tradycyjnych działań dyplomatycznych i informacyjnych). Celem środków aktywnych jest wpływanie na poglądy i percepcję władz lub opinii publicznej w celu uzyskania określonej reakcji.

## Podmioty dezinformujące
Z reguły dezinformatorzy są członkami różnorodnych grup (organizacji, instytucji, agencji, jednostek wojskowych), które prowadzą działania w sferze wpływu społecznego. Grupy te zazwyczaj są związane z działalnością kontrwywiadowczą.

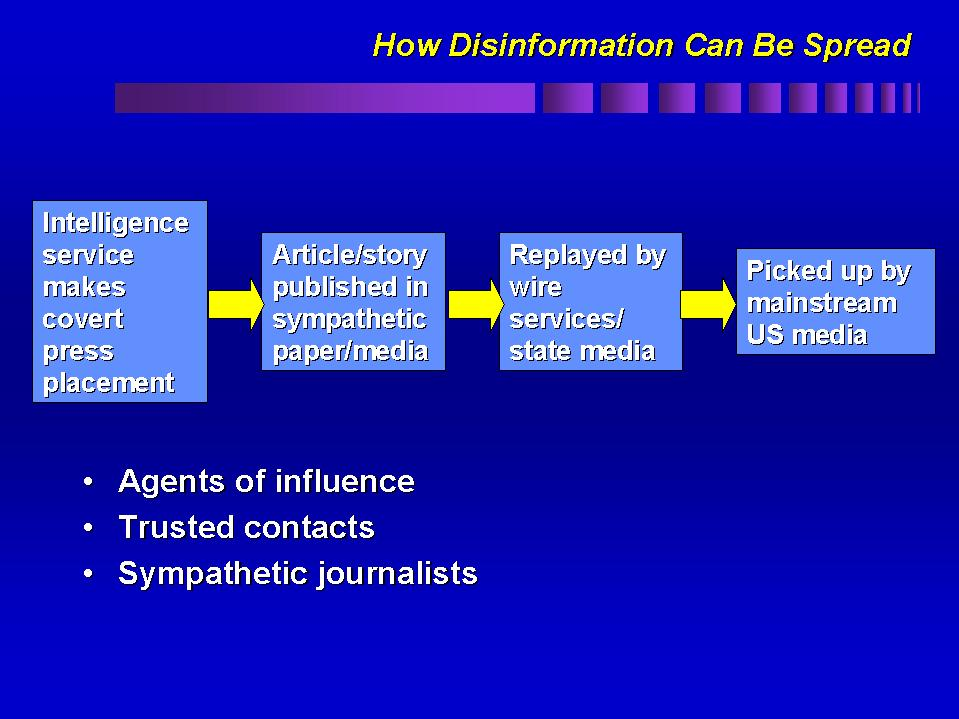
Grafika przedstawiająca schemat rozprzestrzeniania dezinformacji (za: Departament Obrony Stanów Zjednoczonych,)

Rosyjskie podmioty dezinformujące w ramach środków aktywnych dzieli się na trzy grupy technologii hybrydowych: czarne, szare i białe.
Czarne (koordynowane przez służby wywiadowcze):
- pozyskiwanie agentury wpływu oraz instrumentalizowanie do realizacji celów Rosji osób tego nieświadomych;
- skrytobójstwa i terroryzm;
- fabrykowanie dowodów (fałszywe dokumenty, fejki);
- grupy pozorowane do przeprowadzania aktów prowokacji, np. dewastacja pomników i miejsc pamięci;
- akcje quasi-militarne: dywersja i niejawne ograniczone stosowanie przemocy;
- inspirowanie demonstracji i zamieszek;
- przekupywanie, korumpowanie i szantażowanie polityków;
- tworzenie fałszywych kont i sieci botów do prowadzenia ataków cybernetycznych, propagandy 2.0 i organizowania cyberprotestów.

Szare (koordynowane przez Kreml):
- instrumentalizowanie oraz inspirowanie różnych grup społecznych, w tym partii i organizacji skrajnych;
- działania za pośrednictwem rosyjskiego sektora pozarządowego i kontrolowanych organizacji międzynarodowych;
- instrumentalizowanie rosyjskich fundacji i stowarzyszeń, np. Russkij Mir, Rosyjskie Towarzystwo Historyczne;
- zakładanie prorosyjskich portali oraz ich wspieranie finansowe;
- zakładanie fabryk trolli i organizowanie prokremlowskich sieci;
- dokonywanie ataków społecznościowych, trolling.

Białe (koordynowane przez Kreml):
- akcje propagandowe prowadzone za pośrednictwem multimedialnych państwowych agencji informacyjnych (np.: Rossija Siegodnia, Sputnik (agencja informacyjna), Sputnik (radio), Russia Today, RIA Nowosti);
- przedsięwzięcia realizowane za pośrednictwem oddziałów Rossodrużestwa, RONIK-ów (rosyjskie ośrodki nauki i kultury) przy ambasadach Federacji Rosyjskiej, innych organów władzy wykonawczej i ustawodawczej (np. Komisji do Spraw Obrony Suwerenności FR przy Radzie Federacji);
- organizowanie wydarzeń o charakterze naukowym i kulturalnym (konferencje, wystawy, rajdy pamięci, stypendia i kursy językowe).

## Dezinformacja wojskowa
Dezinformacja wojskowa jest istotna w bezpieczeństwie narodowym i siłach zbrojnych. Jest wykorzystywana do osiągania celów w wymiarze taktycznym i strategicznym. W polskim piśmiennictwie wojskowym zaleca się stosowanie w walce szerokiego spektrum technik i sposobów, w tym także podstępu – fortelu wojennego.
W kontekście wojskowym polega np. na:
- wmawianiu wrogowi, że nie ma się broni, którą w rzeczywistości się ma;
- wmawianiu wrogowi, że ma się broń, której w rzeczywistości się nie ma. Wtedy szpiedzy i inżynierowie wroga marnują swój potencjał;
- wmawianie wrogowi, że planuje się operację wojskową, której tak naprawdę się nie planuje;
- wmawianie wrogowi, że nie planuje się operacji, którą w rzeczywistości się planuje.

Najwcześniejszym zarejestrowanym w polskiej literaturze przedmiotu przykładem dezinformacji wojskowej jest bitwa pod Cedynią (972) – Mieszko I nakazał swoim wojom pozorowanie ucieczki w celu wciągnięcia Niemców w zasadzkę. W trakcie wojny z Zakonem Krzyżackim, w 1410 r., wojska pod wodzą Jagiełły wprowadziły przeciwnika w błąd co do miejsca swojej koncentracji (Czerwińsk nad Wisłą), a następnie obeszły broniony bród pod Świeciem i w czasie samej bitwy pod Grunwaldem podstępem wciągnęły jazdę Krzyżaków w walkę w niesprzyjających warunkach. Podobna sytuacja miała miejsce pod Kircholmem w 1605 r., gdzie mniej liczebne siły I Rzeczypospolitej pod wodzą hetmana Karola Chodkiewicza podstępem pokonały liczniejsze oddziały szwedzkie.
Podczas II wojny światowej działania dezinformacyjne były prowadzone przez aliantów i państwa osi, w formie bezpośrednich działań sił zbrojnych, jak np. maskowanie ważnych obiektów wojskowych, budowa pozorowanych lotnisk i rejonów koncentracji wojsk. Na ich potrzeby utworzono np. w 1940 r. w Wielkiej Brytanii „Międzyresortowy Wojskowy Komitet Bezpieczeństwa”, przemianowany później na „Sztab Dezinformacji”, którego zadaniami były planowanie i koordynacja działań dezinformacyjnych brytyjskich wojsk lądowych, marynarki wojennej i sił powietrznych. Na przykład Dowództwo Lotnictwa Bombowego (ang. Bomber Command), wskazywało tak dużą liczbę celów, że Luftwaffe nie była w stanie zapewnić im wszystkim osłony, z czego korzystało lotnictwo brytyjskie. Podobne działania prowadziła Armia Czerwona, co w efekcie według źródeł radzieckich spowodowało, że 2/3 wszystkich nalotów przeprowadzonych przez lotnictwo niemieckie na lotniska radzieckie w latach 1942–1945 było nalotami na lotniska pozorne. Najciekawszym przykładem tego typu działań było skuteczne wprowadzenie w błąd Niemców co do miejsca i czasu lądowania wojsk sprzymierzonych we Francji w 1944. Plan nosił kryptonim „operacja Quicksilver”, zaangażowano do jego realizacji przedstawicielstwa dyplomatyczne w Lizbonie, Madrycie, Bernie i Sztokholmie oraz prowadzono działania wywiadowcze: weryfikowano skuteczność działań własnych agentów, stosowano radiowywiad i nasłuch hitlerowskich stacji radiowych. Podobna sytuacja miała miejsce w ramach wsparcia „operacji Bagration” przez Armię Czerwoną w 1944. W ramach przygotowania dezinformacyjnego do tej operacji zostały ugruntowane błędne informacje wywiadu niemieckiego dotyczące m.in. liczebności dywizji radzieckich, dokonano skrytego przerzutu sił, utworzono fikcyjne zgrupowanie wojsk, pozorowano ożywioną korespondencję radiową, wykorzystywano partyzantów i członków ruchu oporu do rozpoznania jednostek Wehrmachtu stacjonujących w Estonii, Białorusi i na Łotwie oraz zainicjowano działania partyzantów na pozornych kierunkach uderzenia Armii Czerwonej i rozpowszechniano pogłoski wśród ludności cywilnej na okupowanych terenach.

## Historia

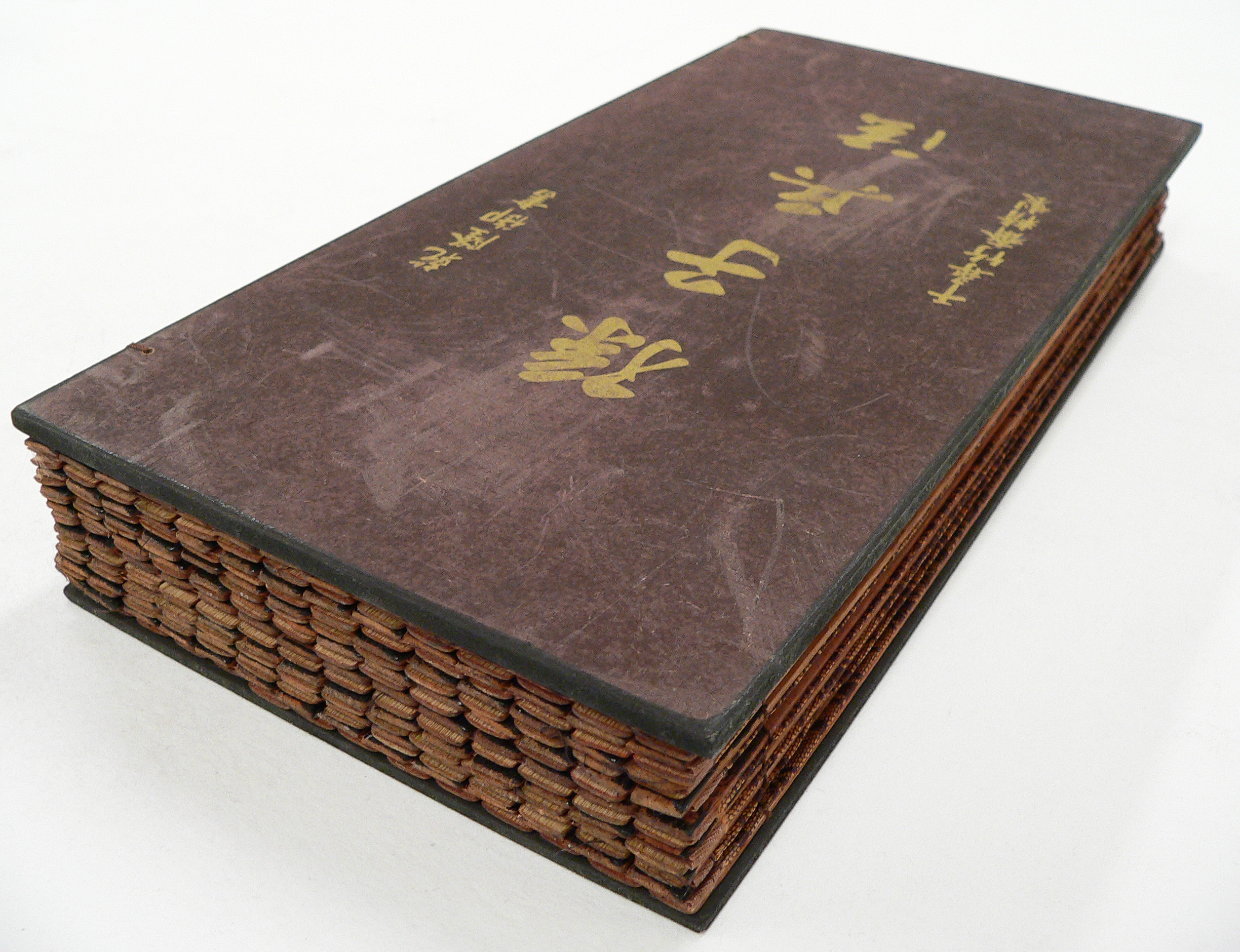
„Sztuka Wojenna” Sun Zi

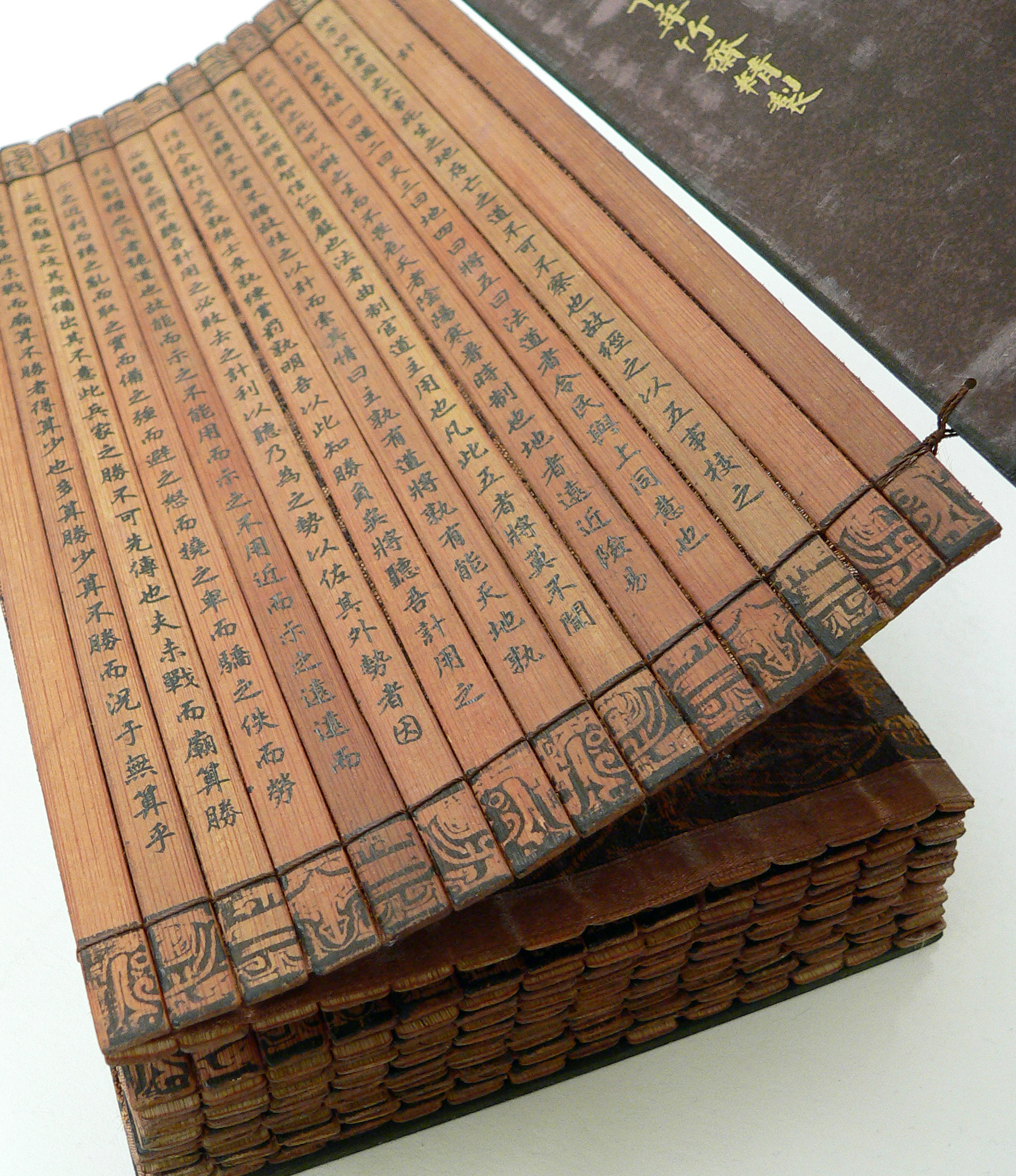
„Sztuka Wojenna” Sun Zi

Informacja, wprowadzanie w błąd itp., nie są zjawiskami nowymi i są obecne w społeczeństwach praktycznie od samego ich powstania. Jeden z pierwszych teoretyków sztuki wojennej, Sun Zi żyjący w latach 544–496 p.n.e. w Chinach, w swoim traktacie Sztuka Wojenna (chiń. 孙子兵法) stwierdza, że „najwyższą umiejętnością w sztuce wojennej jest podporządkowanie sobie nieprzyjaciela bez walki”. Sun Zi podaje szereg wskazówek, jak ten pożądany efekt osiągnąć. Należy m.in.:
- dyskredytować wszystko, co dobre w kraju przeciwnika
- wciągać przedstawicieli warstw rządzących przeciwnika w przestępcze przedsięwzięcia
- podrywać dobre imię warstw rządzących atakowanego kraju i w odpowiednim momencie rzucić ich na pastwę pogardy rodaków
- dezorganizować działalność rządu przeciwnika
- powodować waśnie i niezgodę pomiędzy obywatelami atakowanego kraju

Dezinformacja jako dziedzina nauki narodziła się w osiemnastowiecznej Rosji i jest głęboko zakorzeniona w rosyjskiej historii i mentalności. W 1787 roku Grigorij Potiomkin, aby zrobić wrażenie na Katarzynie II, zabrał cesarzową na Krym i przy drodze, którą mieli jechać, kazał ustawić makiety wsi. W XVIII w. francuski markiz Astolphe de Custine pisał, że „w Rosji wszystko jest oszustwem” oraz „rosyjski despotyzm nie tylko za nic ma idee i zapatrywania, lecz przerabia także fakty; wytacza wojnę dowodom i odnosi w niej zwycięstwo”.
W 1834 roku po Powstaniu Listopadowym w Rosji na mocy dekretu Mikołaja I została utworzona Komisja Archeograficzna, która w latach swojej działalności niszczyła, manipulowała i falsyfikowała dokumenty historyczne ziem I Rzeczypospolitej, aby je włączyć do nauki historycznej i systemu oświaty Imperium Rosyjskiego m.in. „uzasadniając” dokonanie rozbiorów Rzeczypospolitej i fałszując pamięć historyczną narodów Rzeczypospolitej.
U Jana Kucharzewskiego, w wielotomowym dziele „Od białego caratu do czerwonego”, znajduje się cytat z listu marszałka Iwana Paskiewicza, wysłanego w 1854 roku do księcia Gorczakowa, w którym Paskiewicz proponuje, aby wynająć za pieniądze co bardziej prymitywnych Turków, ale bardzo fundamentalistycznie oddanych islamowi, po czym używając ich jako narzędzia rozpropagować w Imperium Osmańskim ideę, że „sułtan zdradził islam bo sprzymierzył się z chrześcijanami – Francją, Wielką Brytanią i Sardynią”. Był to okres Wojny Krymskiej i oblężenia Sewastopola, więc Rosji zależało aby podburzyć lokalnych agów tureckich przeciwko sułtanowi jako rzekomemu „zdrajcy islamu, który jest na usługach chrześcijan”. Warunkiem powodzenia tej operacji było, „żeby nikt się nie dowiedział, że to z naszego podpuszczenia głoszą te tezy”.
Jednym z kolejnych przykładów dezinformacji jest sfabrykowanie przez carską Ochranę antysemickiej fałszywki „Protokoły mędrców Syjonu” celem obarczenia mniejszości żydowskiej (zob. „strefa osiedlenia”) odpowiedzialnością za ówczesne problemy polityczne i społeczne Rosji; później ta fałszywka Ochrany stała się jedną z przyczyn powstania ludobójczej ideologii niemieckiego nazizmu i nadal stanowi fundamentalny tekst współczesnego antysemityzmu.
Głębokie zmiany społeczne oraz dynamiczny rozwój nauki i techniki w pierwszej połowie XX wieku, oznaczały równoczesny rozwój teorii i praktyki dezinformacji; stworzenie środków masowej komunikacji, jak radio czy telewizja, pozwoliło na wpływ na społeczeństwa, narody czy państwa, na niespotykaną wcześniej skalę. Kluczowym beneficjentem i sprawcą rozwoju dezinformacji (oraz propagandy jako narzędzia systemu totalitarnego), była Rosja Radziecka, potem ZSRR. Reżim tego państwa od początku traktował dezinformację i propagandę jako bardzo ważne narzędzia realizacji swoich celów.
We wrześniu 1921 roku Rosja Radziecka rozpoczęła dezinformacyjną Operację Trust (ros. Трест). W trakcie realizacji operacji Trust dokonano dwóch reorganizacji sowieckich służb: operacja została rozpoczęta przez Czeka, która 2 lutego 1922 r. ze względów propagandowych została przekształcona w GPU, a po utworzeniu ZSRR (grudzień 1922), z tych samych powodów, 15 listopada 1923 r. przekształcono GPU w OGPU. Bolszewikom udawało się podtrzymywać fałszywy obraz sowieckiej rzeczywistości w oczach zachodnich służb i rosyjskiej „białej” emigracji przy wykorzystaniu agentury i bez technicznych środków łączności. W trakcie „Operacji Trust” bolszewicy m.in. utworzyli fałszywą organizację podziemia antybolszewickiego (MOCR–Trust), która pozwoliła im na zidentyfikowanie prawdziwych monarchistów i antybolszewików. „Operacja Trust” była prowadzona do 1927 roku i pozwoliła bolszewikom na ustabilizowanie ich władzy i państwa sowieckiego po okresie rewolucji bolszewickiej i wojny domowej.
W III Rzeszy dezinformacja i propaganda były traktowane jako kluczowe narzędzia polityki wewnętrznej i międzynarodowej. Joseph Goebbels był twórcą aparatu dezinformacyjno–propagandowego (zob. Ministerstwo Propagandy i Oświecenia Publicznego), który miał przeciwdziałać frustracji i wskazywać społeczeństwu III Rzeszy wroga, którego należy nienawidzić i zwalczać wszelkimi sposobami.
Po II wojnie światowej ZSRR dalej konsekwentnie stosował dezinformację dążąc do osiągnięcia swoich celów. Szpiegowanie, pojmowane w rozumieniu Zachodu, zajmowało odległe miejsce na liście zadań wywiadów i tajnych służb bloku wschodniego. Gros wysiłków kierowano na dezinformację, czyli „fabrykowanie prawdy” – przepisywanie historii, manipulowanie dokumentami itd. – które ma wywołać określone efekty. Podczas zimnej wojny w aparacie dezinformacji bloku wschodniego zatrudnionych było więcej osób, niż pracowało w armii ZSRR i przemyśle obronnym. W samych organizacjach wywiadowczych działało ponad milion funkcjonariuszy. Do tej liczby trzeba dodać rzeszę ludzi zatrudnionych w potajemnie założonych przez KGB międzynarodowych organizacjach dezinformujących. Organizacje te miały siedziby poza ZSRR i udawały niezależne międzynarodowe jednostki. Publikowały własne periodyki w językach francuskim i angielskim. Takie międzynarodowe organizacje dezinformujące, to m.in.: Światowa Rada Pokoju (z oddziałami w 112 państwach), Światowa Federacja Związków Zawodowych (z oddziałami w 90 państwach), Światowa Federacja Demokratyczna Kobiet (z oddziałami w 129 państwach), Międzynarodowy Związek Studentów (z oddziałami w 152 państwach), Światowa Federacja Młodzieży Demokratycznej (z oddziałami w 210 państwach). Jedna z nich, „Światowa Rada Pokoju” (WPC), została założona w 1949 roku jako „Światowy Komitet Partyzantów dla Pokoju”. Nazwano ją tak, aby wbudzać respekt i żeby nie wyglądała na powiązaną z ZSRR. Głównym zadaniem „Światowej Rady Pokoju” było publikowanie jako swoich, sowieckich materiałów „dokumentujących”, że USA to „prowojenny, syjonistyczny kraj, finansowany żydowskimi pieniędzmi i zarządzany przez chciwą radę mędrców Syjonu”. „Światowa Rada Pokoju” była potajemnie finansowana przez ZSRR, odbywało się to poprzez sowieckie służby dostarczające pieniądze w postaci wypranych dolarów amerykańskich, aby ukryć prawdziwe źródło jej finansowania. Większość na stałe zatrudnionych pracowników „WPC” była agentami wywiadów bloku wschodniego. W 1989 „Światowa Rada Pokoju” pod wpływem ówczesnych wydarzeń (słabnięcie pozycji ZSRR, zob. pieriestrojka i rozpad ZSRR) sama oficjalnie potwierdziła, że jej finansowanie w 90% pochodziło od KGB.
W 1968 roku KGB nakłoniło grupę katolickich biskupów z Ameryki Łacińskiej do zwołania konferencji w Medellin w Kolumbii, a na prośbę KGB, DIE – Zarząd Wywiadu Zewnętrznego komunistycznej Rumunii (Departamentul de Informații Externe), którego ówczesnym szefem był Ion Pacepa, zapewnił organizatorom konferencji wsparcie logistyczne. Oficjalnie konferencja była poświęcona „problemom eliminacji biedy w Ameryce Łacińskiej”, lecz jej prawdziwym celem było uprawomocnienie stworzonego przez KGB ruchu religijnego nazwanego teologią wyzwolenia, który miał podburzyć południowoamerykańskie społeczeństwa do buntu przeciwko „zinstytucjonalizowanemu przymusowi biedy generowanemu przez USA”. Oprócz założeń, sama nazwa „teologia wyzwolenia” została stworzona przez KGB. Na konferencji w Medellin w 1968 roku uznano zasadność teologii wyzwolenia i delegaci przedłożyli ją Światowej Radzie Kościołów, organizacji z siedzibą w Genewie kontrolowanej przez sowieckie służby wywiadowcze, która reprezentowała Rosyjski Kościół Prawosławny i inne mniejsze grupy wyznaniowe z ponad 120 państw. Światowa Rada Kościołów uczyniła „teologię wyzwolenia” jednym ze swoich priorytetów i w marcu 1970 roku oraz lipcu 1971 roku w Bogocie odbyły się poświęcone jej pierwsze kongresy południowoamerykańskich katolików. W 1979 roku Papież Jan Paweł II podczas swojej pierwszej pielgrzymki zagranicznej w trakcie pontyfikatu potępił „teologię wyzwolenia” na konferencji biskupów rzymskokatolickich w Ameryce Południowej w Pueblo w Meksyku:
Ta koncepcja Chrystusa jako polityka, rewolucjonisty, jako wywrotowca z Nazaretu, nie zgadza się z nauczaniem Kościoła.
W ciągu czterech godzin wśród uczestników konferencji rozprowadzona została dwudziestostronnicowa polemika z przemówieniem papieża. Kardynał López Trujillo, organizator konferencji, wyjaśnił, że polemika ta „była dziełem osiemdziesięciu zwolenników marksizmu i nowej teologii spoza konferencji biskupów”. Rumuński DIE otrzymał wcześniej gratulacje od KGB za wsparcie logistyczne dla tych działaczy. „Teologia wyzwolenia” była ruchem religijnym stworzonym przez KGB, który przez przemyślne manipulacje religią miał podburzyć ludność Ameryki Łacińskiej do stosowania przemocy, aby w ten sposób zdestabilizować kraje Ameryki Łacińskiej, a w dalszym planie wywołać rewolucję i w efekcie zaprowadzić komunizm w Ameryce Łacińskiej. Jest jednym z przykładów dezinformacji w formie dywersji religijnej, prowadzonej przez ZSRR.
W 1969 roku w ZSRR pod przywództwem Leonida Breżniewa w wiosce o nazwie Chatyń został zbudowany główny pomnik wojenny upamiętniający ofiary zbrodni nazistowskich. Do Chatynia zapraszano wielu zagranicznych gości, m.in. Richarda Nixona, Urho Kekkonena, Fidela Castro, Rajiva Gandhiego, Jasera Arafata i Jiang Zemina. Według brytyjskiego historyka Normana Daviesa wieś tę wybrano w celach dezinformacyjnych, ze względu na podobieństwo jej nazwy do Katynia – w języku angielskim wymowa słów „Katyń” i „Chatyń” jest identyczna. Rosyjska historyk Natalia Lebiediewa uważa, że chodziło o to, żeby powiązać Zbrodnię Katyńską z Niemcami – władze sowieckie chciały przez taką manipulację zdjąć z ZSRR niewygodne odium Zbrodni Katyńskiej popełnionej w 1940 roku przez NKWD.
Od lat 70. XX wieku KGB prowadziło w krajach muzułmańskich dezinformacyjną Operację SIG (ros. Сионистские Государствa). „Operacja SIG” miała na celu prowokowanie antysemityzmu i nienawiści do Zachodu, użyto w niej carskiej fałszywki „Protokoły mędrców Syjonu” przetłumaczonej na arabski na zlecenie Jurija Andropowa, ówczesnego szefa KGB (1967–1982), a późniejszego przywódcę ZSRR (sekretarza generalnego KPZR w latach 1982–1984). W 1972 roku dezinformacyjna maszyneria Andropowa działała na pełnych obrotach, żeby przekonać świat islamski, że USA i Izrael „zamierzają przekształcić cały świat w wielkie syjonistyczne lenno”. Służby specjalne krajów bloku wschodniego otrzymały od KGB arabski przekład „Protokołów mędrców Syjonu” wraz z dokumentacją (również po arabsku), „udowadniającą”, że USA to „syjonistyczny kraj dążący do przekształcenia świata islamskiego w żydowskie lenno”, celem rozpowszechniania w krajach muzułmańskich. Według Andropowa:
Miliard przeciwników może wyrządzić znacznie większe szkody Ameryce niż kilka milionów. Musieliśmy zaszczepić nienawiść w stylu nazistowskim do Żydów w całym świecie muzułmańskim i zamienić tę broń emocji w krwawą terrorystyczną łaźnię przeciwko Izraelowi i USA.
Tylko w latach 70. XX wieku KGB rozprowadziło w krajach muzułmańskich setki tysięcy kopii arabskiego przekładu carskiej fałszywki „Protokoły mędrców Syjonu”, a na rozkaz Andropowa rozpowszechniano dezinformacje, że „mędrcy Syjonu zasiadają w Kongresie USA”. Pacepa wspomina:
Według Andropowa świat islamski był szalką Petriego, w której KGB mogłoby hodować zjadliwy szczep nienawiści do Ameryki, wyrosły z bakterii myślenia marksistowsko-leninowskiego. Podczas moich ostatnich lat w Rumunii, każdego miesiąca rozprowadzaliśmy tysiące kopii „Protokołów mędrców Syjonu” w swojej islamskiej strefie wpływu. Na spotkaniach, które miałem z partnerami ze służb węgierskich i bułgarskich, usłyszałem, że oni robią to samo.
Operacje dezinformacyjne to konsekwentne działania trwające latami, skumulowane skutki wysyłania przez ZSRR do krajów muzułmańskich przez ponad 20 lat, tysięcy agentów wpływu (duchownych, inżynierów, lekarzy, nauczycieli) i setek tysięcy egzemplarzy „Protokołów mędrców Syjonu” położyło fundamenty pod współczesny islamski terroryzm. Według Pacepy i Rychlaka:
„Carski antysemityzm wywołał pogromy. Nazistowski antysemityzm zaowocował Holokaustem. Sowiecki antysemityzm spłodził zaś dzisiejszy międzynarodowy terroryzm”.

### Operacja INFEKTION
W październiku 1985 roku ZSRR rozpoczął dezinformacyjną Operację INFEKTION, mającą wprowadzić w błąd opinię publiczną odnośnie do pochodzenia wirusa HIV, jako rzekomo „stworzonego przez rząd USA” – celem podważenia wiarygodności USA, prowokowania antyamerykańskich nastrojów, izolowania USA w społeczności międzynarodowej, prowokowania napięcia w krajach sojuszniczych USA (amerykańskie bazy wojskowe były przedstawiane jako „przyczyna epidemii AIDS w lokalnych populacjach”) i odciągnięcia uwagi od własnego ofensywnego programu rozwoju broni biologicznej prowadzonego przez ZSRR.
W efekcie działań ZSRR ukazywały się w zachodniej i radzieckiej prasie artykuły „dowodzące”, że „wirus HIV nie ma naturalnego pochodzenia i został stworzony przez rząd USA w laboratorium wojskowym jako broń biologiczna”, pierwszy z nich ukazał się w gazecie „Patriot” z New Delhi, będącej narzędziem dezinformacji ZSRR utworzonym przez KGB w 1962 roku. Rozpowszechnianie odbywało się według schematu: propaganda i dezinformacja pojawiały się w kraju spoza ZSRR, a następnie były podejmowane przez radzieckie agencje prasowe, które przypisywały je „dziennikarstwu śledczemu w tych krajach”. Rzekome pochodzenie z obcego źródła (nie znanego powszechnie jako narzędzie wpływu ZSRR), miało zwiększać wiarygodność fałszywych zarzutów, szczególnie w ubogich mało rozwiniętych krajach, które nie mogły pozwolić sobie na dostęp do zachodnich źródeł informacji – aby wzmocnić rozprzestrzenianie dezinformacji sowiecka propaganda była bezpłatna, a takie historie przynosiły konkretne korzyści finansowe. Dotyczyło to w szczególności Indii i Ghany, gdzie ZSRR utrzymywał spory aparat dezinformacyjny i propagandowy, celem zakamuflowanego umieszczania dezinformacji. Aby uwiarygodnić dezinformację, ZSRR użył pseudonaukowego dokumentu nazwanego „Raport Seagala”, napisanego w 1986 roku przez emerytowanego rosyjsko-wschodnioniemieckiego biofizyka dr Jakoba Segala, który po upadku ZSRR został zdemaskowany przez Wasilija Mitrochina i dwóch byłych członków STASI jako sowiecki agent dezinformacji, który pracował dla KGB. Współautorami raportu byli jego żona dr Lilli Segal i dr Ronald Dehmlow z Uniwersytetu Humboldtów we Wschodnim Berlinie. Raport był cytowany przez sowieckich propagandystów, a Segalowie (wykształceni we Francji) byli nazywani „francuskimi badaczami”, aby ukryć ich związki z komunizmem i ZSRR. Dr Segal m.in. twierdził, że „wirus AIDS został zsyntetyzowany poprzez połączenie części dwóch daleko spokrewnionych retrowirusów: VISNA i HTLV-1”. W 1987 roku dr Meinrad Koch, ekspert w dziedzinie AIDS z Berlina Zachodniego, określił Raport Segala „kompletnym nonsensem” i nazwał go „złym, pseudonaukowym, z wymową polityczną”. Inni naukowcy również zwrócili uwagę na błędy i nieścisłości w Raporcie Segala, w tym dr Wiktora Żdanowa z Instytutu Wirusologii im. Iwanowskiego w Moskwie, która była wówczas najlepszym radzieckim ekspertem ds. AIDS. Przewodniczący Radzieckiej Akademii Nauk Medycznych stwierdził, że wirus jest pochodzenia naturalnego, a inni naukowcy z Paryża, Wschodniego i Zachodniego Berlina, Indii i Belgii nazwali plotki o AIDS „naukowo nieuzasadnionymi kłamstwami, niemożliwymi do poważnego rozważenia”. Za Archiwum Mitrochina:
W obliczu amerykańskich protestów i potępienia kłamstw przez międzynarodową społeczność naukową, Michaił Gorbaczow i jego doradcy obawiali się, że ujawnienie sowieckiej dezinformacji może zaszkodzić nowemu wizerunkowi ZSRR na Zachodzie (zob. „pieriestrojka”). W 1987 roku powiedziano amerykańskim urzędnikom w Moskwie, że historia o AIDS została oficjalnie odrzucona i sowiecka dezinformacja w prasie niemal całkowicie ustała.
W 1992 roku ówczesny szef Wywiadu Zagranicznego FR (SWZ FR) Jewgienij Primakow przyznał, że to KGB stało za operacją dezinformacyjną dotyczącą fałszowania pochodzenia wirusa HIV, a artykuły wprowadzające w błąd, że „AIDS został stworzony w amerykańskim laboratorium wojskowym jako broń biologiczna” zostały sfabrykowane w biurach KGB.

## Po 1990 roku
Teorię dezinformacji opisał np. Vladimir Volkoff, a teorię i przykłady operacji dezinformacyjnych (prowadzonych m.in. przez blok wschodni) opisali np. Anatolij Golicyn i Ion Mihai Pacepa.
W marcu 2015 Unia Europejska utworzyła specjalną komórkę celem analiz dezinformacji – EUvsDisinfo. Do marca 2020 zespół EUvsDisinfo zidentyfikował ponad 7500 przypadków dezinformacji.
W grudniu 2018 Andrus Ansip (wiceprzewodniczący Komisji Europejskiej) zapowiedział zwiększenie budżetu UE na walkę z dezinformacją, powstanie systemu wczesnego ostrzegania dla wszystkich państw Europy i nowe obowiązki dla największych serwisów społecznościowych.
Europa Środkowo-Wschodnia, w tym Polska, jest celem zorganizowanej i zaplanowanej dezinformacji. Zjawisko to regularnie występuje w państwach Grupy Wyszehradzkiej, ze szczególnym natężeniem w obszarach o kluczowym znaczeniu dla poszczególnych krajów, jak polityka energetyczna czy polityka obronna. Bezpieczeństwo energetyczne Polski i ściśle z tym związany, realizowany projekt Baltic Pipe, który pomimo silnej polaryzacji politycznej w Polsce jest ponadpartyjnym konsensusem, stał się celem ataków, w których stosowana jest dezinformacja.
Państwa bałtyckie aktywnie walczą z dezinformacją. Powodzenie działań Litwy wynika ze sposobu organizacji walki z dezinformacją. Szerszy kontekst to cyberbezpieczeństwo, które ma charakter scentralizowany, jest powiązane ze strukturami wojskowymi oraz łączy się bardzo silnie z walką z dezinformacją. Kolejny czynnik to zaangażowanie społeczne, aktywizacja społeczna – jednym z jej przykładów jest witryna demaskouk.lt, służąca demaskowaniu fake newsów. Prowadzone są na niej statystyki, wykrywane trolle (m.in. media społecznościowe). Działają wolontariusze (tzw. elfy), którzy zajmują się wyszukiwaniem fałszywych informacji i rozprzestrzeniających je trolli, co również pomaga upowszechnić wiedzę na temat zagrożeń wynikających z dezinformacji. Litwa zaostrzyła prawo, umożliwiając zamknięcie konta rozprzestrzeniającego fałszywe informacje na 48 godzin. Problem dezinformacji jest powszechny w debacie politycznej, a politycy podnoszą potrzebę walki z dezinformacją na arenie międzynarodowej i chcą zaangażować inne europejskie kraje w walkę z tym zjawiskiem agresji informacyjnej.
W okresie od lipca 2014 do września 2017 naukowcy zbadali losową próbkę 1,8 miliona tweetów, badanie miało na celu poprawę komunikacji pracowników publicznej służby zdrowia w mediach społecznościowych. Zamiast tego naukowcy odkryli, że problematyka zdrowia publicznego jest celem tego, co badanie opisuje jako „próby rozpowszechnienia dezinformacji przez obce mocarstwa”. 93 procent wiadomości o szczepieniach opublikowanych na Twitterze w latach 2014–2017 pochodziło ze złośliwych kont, w tym kont prowadzonych przez rosyjskie trolle. Według badań, dezinformacja była prowadzona poprzez komunikaty pro, jak i antyszczepionkowe – w celu zmylenia odbiorcy oraz podważenia faktów i wiarygodności instytucji publicznych. Mark Dredze, jeden z naukowców którzy przeprowadzili badania, stwierdził, że trolle grały na obie strony, aby „zniszczyć publiczne zaufanie do szczepień, narażając wszystkich na ryzyko chorób zakaźnych”.
We wrześniu 2018 roku Komisja Europejska opublikowała „Kodeks postępowania w zakresie zwalczania dezinformacji”, który podpisały największe platformy internetowe. Zobowiązały się one do wzmożonej walki z tym procederem. Kodeks skupia się na działaniach ograniczających wpływ dezinformacji w pięciu głównych obszarach:
- transparentność sponsorowanych treści,
- identyfikacja kont i botów,
- przejrzystość i możliwość weryfikacji algorytmów,
- dostęp do różnorodnych źródeł informacji,
- monitoring prowadzony przez instytucje badawcze i władze publiczne.

Sygnatariusze „Kodeksu postępowania w zakresie zwalczania dezinformacji” przyznali, że dezinformacja jest wyzwaniem dla demokratycznych społeczeństw Unii Europejskiej, a celem Kodeksu jest wskazanie działań, które mogą zostać podjęte celem jej zwalczania.
W styczniu 2019 Unia Europejska potępiła agresywne działania Rosji, Chin, Iranu oraz Korei Północnej. W przyjętej rezolucji zawarto kompleksowe zalecenia w zakresie walki z dezinformacją.
W marcu 2019 Facebook zdecydował się na walkę z dezinformacją związaną ze szczepieniami wykorzystującą spory na tej płaszczyźnie. Dezinformacja ta ma na celu:
- podważenie faktów wynikających z badań naukowych[61],
- podważenie wiarygodności instytucji publicznych[61],
- finalnie narażenie populacji na zwiększone ryzyko zachorowania na choroby zakaźne[61].

Serwis będzie ograniczał zasięg takiego przekazu, a teorie spiskowe antyszczepionkowców będą traktowane jak fake newsy. Monika Bickert, menadżerka Facebooka, poinformowała, jak firma będzie podchodziła do materiałów zniechęcających do stosowania szczepionek:
- grupy, strony i treści wspierające antyszczepionkowców nie będą uwzględniane w rekomendacjach dla użytkowników ani pokazywać się w sugestiach wyszukiwania, dodatkowo zostaną im obcięte zasięgi,
- firma będzie odrzucać reklamy promujące teorie spiskowe dotyczące szczepionek,
- nieprawdziwe informacje dotyczące szczepionek nie będą obecne w Instagram Explore i na stronach hashtagów.

Dodatkowo Facebook rozważy uzupełnianie treści antyszczepionkowych materiałami informacyjnymi pochodzącymi ze sprawdzonych źródeł.
W marcu 2019 Parlament Europejski przyjął zalecenia dotyczące przeciwdziałania dezinformacji autorstwa Anny Fotygi dla Rady Europejskiej oraz wiceprzewodniczącej Komisji/wysokiej przedstawiciel UE ds. zagranicznych i polityki bezpieczeństwa, zawierające podsumowanie działań podjętych od 2016 r. przez Europejską Służbę Działań Zewnętrznych po sprawozdaniu PE w sprawie unijnej komunikacji strategicznej w celu przeciwdziałania wrogiej propagandzie stron trzecich. Za przyjęciem głosowało 489 europosłów, 148 było przeciw, 30 się wstrzymało. Unia Europejska chce skuteczniej przeciwdziałać dezinformacji poprzez:
- nowe przepisy niezbędne do zapewnienia skutecznej reakcji,
- ochronę wyborów w UE przed ingerencją Rosji,
- wsparcie dla krajów stowarzyszonych z UE i Bałkanów Zachodnich.

Parlament Europejski stanowczo potępił coraz agresywniejsze działania Rosji, Chin, Iranu i Korei Północnej – kampanie dezinformacyjne „które mają na celu podważenie fundamentów i zasad demokracji europejskich, jak również suwerenności wszystkich krajów Partnerstwa Wschodniego”.
6 kwietnia 2019 członkowie grupy G7 zapowiedzieli utworzenie „Cyber Norm Initiative”, czyli strategię dotyczącą działań w cyberprzestrzeni, aby zapewnić bezpieczeństwo systemom politycznym przed cyberatakami oraz dezinformacją. Strategia będzie również obejmować procedurę sankcji nakładanych na podmioty odpowiedzialne za takie działania.
Według badań przeprowadzonych przez NASK Państwowy Instytut Badawczy ponad połowa polskich internautów zetknęła się z dezinformacją w internecie. Według respondentów ofiarami fake newsów i manipulacji są przede wszystkim rząd i opozycja, a manipulacje w sieci stosunkowo często (codziennie i kilka razy w tygodniu) zauważa prawie co czwarty internauta. Prawie co piąty Polak (19%) nie sprawdza wiarygodności informacji w internecie. NASK PIB przygotował stronę bezpiecznewybory.pl, gdzie można zapoznać się z informacjami na temat zjawiska dezinformacji dotykającego wybory i zgłaszać występujące incydenty.
W maju 2019 holenderscy dziennikarze, Robert van der Noordaa i Coen can de Ven opublikowali badanie, w którym przedstawiają, w jaki sposób rosyjskie trolle (ros. Агентство интернет-исследований, ang. Internet Research Agency, Agencja Badań Internetowych w Petersburgu, nazywana potocznie „Olgino” lub „trolle z Olgino”) pracowały nad przykryciem faktów na temat katastrofy lotu Malaysia Airlines 17 mgłą teorii spiskowych. W badaniu przeanalizowano 9 milionów tweetów opublikowanych w okresie 2014–2017 przez rosyjską agencję. Operacja dezinformacyjna została przez Olgino rozpoczęta 40 minut po zestrzeleniu MH17, a w ciągu pierwszych 24 godzin po katastrofie, Olgino opublikowało 65 tysięcy tweetów, w których obwiniało ukraiński rząd za katastrofę. W sumie, w ciągu trzech dni, rosyjska agencja opublikowała ponad 111 tysięcy tweetów. Badacze wskazali, że „nigdy wcześniej, ani nigdy później trolle nie pisały tak dużo i w tak krótkim czasie”. Najczęstszymi frazami używanymi w większości treści opublikowanych przez Olgino były: „Kijów zestrzelił Boeinga”, „Kijowska prowokacja” i „Kijów, powiedz prawdę”.
Technologia 5G i jej wprowadzanie jest celem dezinformacji m.in. w postaci pojawiających się fake newsów, teorii spiskowych i czarnej propagandy. Według m.in. analityków EUvsDisinfo wysiłki zmierzające do podważenia publicznego poparcia dla technologii 5G w krajach zachodnich wpisują się w szerszą strategię Federacji Rosyjskiej w zakresie dywersji, aby osłabić Zachód wszelkimi możliwymi środkami i tym samym wyrównać swoje szanse tworząc przewagę konkurencyjną Rosji. Utrudnianie wprowadzenia technologii 5G na Zachodzie, na przykład poprzez krępowanie demokratycznego podejmowania decyzji przez wywoływanie bitew regulacyjnych lub prawnych, pod pretekstem rzekomych niekorzystnych skutków zdrowotnych 5G, jest korzystne z punktu widzenia i dążeń Kremla do wprowadzenia tej technologii. W czerwcu 2019 Ministerstwo Cyfryzacji opublikowało i udostępniło do bezpłatnego pobierania w formie PDF Białą Księgę przygotowaną przez zespół naukowców Instytutu Łączności – Państwowego Instytutu Badawczego dotyczącą standardu 5G pod tytułem „Pole elektromagnetyczne a człowiek. O fizyce, biologii, medycynie,
normach i sieci 5G” oraz uruchomiło stronę gov.pl/5g. Według portali Telepolis i CyberDefence24 Biała Księga to kompendium wiedzy na temat promieniowania elektromagnetycznego oraz wpływu sieci komórkowych na organizm człowieka, a celem tych działań jest upowszechnienie faktów wynikających z wiedzy i badań naukowych na temat standardu 5G i w ten sposób walka z dezinformacją dotykającą tego obszaru.
W czerwcu 2019 Komisja Europejska opublikowała raport poświęcony próbom ingerencji i dezinformacji w kampanii wyborczej przed wyborami do Parlamentu Europejskiego w 2019. Według KE przed majowymi wyborami odnotowano, również w Polsce, dwukrotnie więcej przypadków dezinformacji niż wcześniej, ale nie odnotowano poważnych incydentów na miarę skandalu z udziałem Facebooka i Cambridge Analytica. Julian King, komisarz ds. unii bezpieczeństwa, wskazał na konferencji prasowej, że „ponad 600 grup i profili na Facebooku, które działały we Francji, Niemczech, Włoszech, Wielkiej Brytanii, Polsce i Hiszpanii, rozpowszechniało dezinformację i mowę nienawiści albo wykorzystywało fałszywe konta, by sztucznie wspierać treści partii”. Z kolei unijna komisarz ds. sprawiedliwości Věra Jourová poinformowała, że KE obserwuje rosnącą liczbę przypadków dezinformacji ze strony Rosji: „Źródła rosyjskie były nadal aktywne. Od stycznia bieżącego roku stwierdzono 1000 przypadków dezinformacji”.
W czerwcu 2019 Polska i Stany Zjednoczone podpisały w Waszyngtonie nowe porozumienie obronne, które dotyczy m.in. 1000 dodatkowych żołnierzy amerykańskich w Polsce na zasadzie rotacji, uzupełniając obecny kontyngent. Według analityków EUvsDisinfo rosyjskie prokremlowskie media przedstawiały dezinformacyjną narrację wypaczającą i zakłamującą obraz podpisanego porozumienia. Przypadki dezinformacji na ten temat, które zostały zarejestrowane przez EUvsDisinfo, zostały podzielone na dwie wspólne kategorie narracyjne:
- „okrążenie Rosji przez Zachód”[93],
- „imperializm i marionetkowe państwa USA w Europie”[94].

Według analityków EUvsDisinfo najczęstsze tezy dezinformacji i fake newsów dotyczące Polski są następujące:
- „Polska była najlepszym sojusznikiem Hitlera”[96][97],
- „Polska dzięki Rosji istnieje dzisiaj jako kraj”[98],
- „Rosja dała Polsce jej niepodległość”[99],
- „Polska jest amerykańskim koniem trojańskim w Europie”[100],
- „Polska straszy Rosję myśliwcami”[101].

Według EUvsDisinfo rosyjskie prokremlowskie media często stosują rewizjonizm historyczny.
W lipcu 2019 największy portugalski tygodnik „Expresso” opisał schemat użytych przez Kreml i podległe mu media manipulacji dotyczących amerykańskiej bazy wojskowej na Azorach. Według „Expresso” dezinformacja służyła próbie skłóceniu Portugalii ze Stanami Zjednoczonymi. Specjalista ds. międzynarodowych Miguel Monjardino uważa, że w 2018 Rosja celowo umiędzynarodowiła sprawę bazy Lajes i rzekomego skażenia z powodu składowanej tam broni, aby wywołać niechęć mieszkańców Azorów do stacjonowania na tym archipelagu wojsk amerykańskich:
„Była to operacja służąca zarówno zasianiu niezgody, co miało uderzyć w USA, jak też działanie propagandowe w formie wojny gospodarczej, mające na celu ukaranie Azorów”.
Kampanię negatywną na temat Azorów prowadziły podległe Kremlowi media – telewizja Russia Today, agencje Sputnik i Ruptly, co spowodowało finansowe straty na archipelagu z powodu znaczącego spadku liczby turystów. Rosyjska manipulacja o „szybko rosnącej liczbie przypadków nowotworów na Azorach” rozpowszechniana była również poprzez sieci społecznościowe jak YouTube, Twitter oraz Facebook. W opinii Miguela Monjardino:
„To jest pierwszy w Portugalii duży przypadek działań w ramach wojny informacyjnej, gdzie wychodząc od rzeczywistego problemu skażenia gleby idzie się do celów politycznych: zniszczenia relacji portugalsko-amerykańskich i promowania strategicznych interesów Rosji”.
W czerwcu 2019 zespół analityków DFRLab (Digital Forensic Research Lab, założony w 2016 przez Atlantic Council) opublikował raport dotyczący operacji dezinformacyjnej, która z uwagi na strategiczne podobieństwo do Operacji INFEKTION, prowadzonej przez ZSRR w l. 80 XX wieku, została nazwana Secondary INFEKTION. Zakres, wyrafinowanie i złożoność wskazują na wysoki stopień koordynacji, co sugeruje, że operacja była prowadzona przez dobrze zaopatrzony, profesjonalny podmiot – najprawdopodobniej rosyjski wywiad. Według DFRLab dowody wskazują, że operacja była prowadzona przez kilka lat (od 2014 roku), wykorzystywała różnorodne cyfrowe taktyki manipulacji – w tym fałszywe konta w mediach społecznościowych, sfałszowane dokumenty, rozgrywała się na ponad trzydziestu platformach internetowych w dziewięciu językach. EUvsDisinfo podaje, że przy wielotorowej narracji, cel operacji był zgodny z wysiłkami dezinformacyjnymi Kremla, mającymi na celu osłabienie stabilności, interesów i jedności Zachodu, zarówno w danym kraju, jak i na arenie międzynarodowej. Raport DFRLab zawiera analizę siedmiu przypadków: ekstremalne kłamstwa, wykorzystywanie podziałów w Irlandii, prowokowanie nastrojów anty-imigranckich w Niemczech, ataki na Ukrainę i niedawne wybory europejskie, oparty na fałszywej fladze atak na Wenezuelę i wzmocnienie prokremlowskich narracji dotyczących polityki zagranicznej. Według DFRLab prawie żaden z wątków operacji nie miał znaczącego wpływu i było to spowodowane zastosowanymi środkami bezpieczeństwa, które uniemożliwiły poszczególnym kontom zbudowanie większego audytorium – np. konto w sieciach społecznościowych było używane jednokrotnie, a potem porzucane.
W lipcu 2019 Wielka Brytania odmówiła akredytacji Russia Today i Sputnikowi na globalną konferencję na temat wolności mediów. Według rzeczniczki brytyjskiego MSZ powodem jest „ich aktywna rola w szerzeniu dezinformacji” – w odpowiedzi rosyjska ambasada w Londynie nazwała te działania „jawną dyskryminacją rosyjskiego kanału telewizyjnego ze względu na motywy polityczne” i złożyła zażalenie.
Według Agnieszki Leguckiej z Polskiego Instytutu Spraw Międzynarodowych (PISM) Rosja znajduje się de facto w stanie wojny informacyjnej z państwami zachodnimi i w związku z tym przeciwdziałanie dezinformacji wymaga dalszego zwiększania świadomości społecznej dotyczącej tego zagrożenia. Unia Europejska dostrzega zagrożenie ze strony rosyjskiej dezinformacji, lecz działania państw członkowskich i UE są nieproporcjonalne do możliwości i zasobów Rosji (tym bardziej, że skuteczność jej działań dezinformacyjnych zachęca też inne państwa niedemokratyczne jak Iran, Korea Północna i Chiny do
stosowania podobnych praktyk).
A. Legucka formułuje wnioski dotyczące działań na dwóch poziomach:
- międzynarodowym: przeprowadzenie przeglądu zdolności instytucji UE do przeciwdziałania dezinformacji;
- narodowym: powołanie w państwach członkowskich UE samodzielnych, rządowych jednostek StratCom, pomagających identyfikować i zwalczać dezinformację.

Pomocne w tym zakresie według A. Leguckiej byłyby współpraca państw członkowskich UE ze StratCom NATO, wykorzystanie ich doświadczenia w zakresie edukacji oraz wsparcie finansowe organizacji pozarządowych i ekspertów przeciwdziałających dezinformacji.
Według badań przeprowadzonych przez Uniwersytet Princeton dotyczących 24 państw i okresu 2013–2018, 72% dezinformacyjnych operacji wpływu pochodzi z Federacji Rosyjskiej. Pozostałe państwa prowadzące takie operacje to: Chiny, Iran i Arabia Saudyjska. Zagraniczne rządy w szczególności wykorzystywały media społecznościowe do wywierania wpływu na politykę w wielu krajach poprzez promowanie propagandy, propagowanie kontrowersyjnych punktów widzenia i rozpowszechnianie dezinformacji. Działania te zostały zdefiniowane jako:
- skoordynowane kampanie jednego państwa mające na celu wpływ na jeden lub więcej określonych aspektów polityki w innym państwie, za pośrednictwem kanałów medialnych, w tym mediów społecznościowych;
- tworzenie treści zaprojektowanych tak, by wydawały się rodzime w państwie docelowym.

Według autorów analizy cel takich operacji może być dość szeroki i do tej pory obejmował wpływanie na decyzje polityczne poprzez kształtowanie wyników wyborów na różnych poziomach, przenoszenie agendy politycznej na tematy od zdrowia do bezpieczeństwa oraz zachęcanie do polaryzacji politycznej.
W październiku 2019 Facebook usunął sieć powiązanych z Rosją fałszywych kont, które wykorzystywano do szerzenia dezinformacji i prowadzenia innych działań ukierunkowanych na wywieranie wpływu w krajach afrykańskich, m.in. w Kamerunie, Mozambiku, Sudanie i Libii. Tematyka wpisów obejmowała kwestie polityki lokalnej i międzynarodowej, działalność Rosji w Afryce, monitoring wyborów przez lokalne organizacje pozarządowe oraz krytykę polityki USA i Francji.
Według Facebooka operatorzy usuniętych kont próbowali maskować swoją tożsamość, jednak koncern łączy je z postacią rosyjskiego oligarchy powiązanego z Kremlem i Putinem – Jewgienijem Prigożynem. Konta działały w ramach trzech sieci, których aktywność miała prowadzić do zmylenia odbiorców co do źródła przekazu. Szef ds. polityki cyberbezpieczeństwa Facebooka Michael Gleicher poinformował, że usunięto 35 kont na Facebooku, 53 kontrolowane przez nie strony, siedem grup oraz pięć profili na Instagramie (co najmniej jedna z usuniętych stron zgromadziła około 475 tys. obserwujących).
Według zespołu analityków z EUvsDisinfo od końca grudnia 2019 Polska znajduje się na celowniku kremlowskiej dezinformacji. Ataki polegają na zastosowaniu rewizjonizmu historycznego i są prowadzone pod pretekstem 75. rocznicy zakończenia II wojny światowej. Prokremlowskie placówki starają się zdominować sferę medialną poprzez narracje pasujące do światopoglądu Kremla. Jedną z nich jest twierdzenie, że „ZSRR absolutnie nie uczestniczył w tworzeniu warunków, które pozwoliły nazistowskim Niemcom na rozpoczęcie wojny” (zob. pakt Ribbentrop-Mołotow). EUvsDisinfo zidentyfikowało 15 kierunków kremlowskiej dezinformacji mającej uderzać w Polskę. Główne z nich wg EUvsDisinfo to:
- „Polska przepisuje historię drugiej wojny światowej”;
- „Polska nie chce potępić antysemityzmu”;
- „gospodarka Polski została odtworzona dzięki ZSRR”;
- „Polska dziękowała Hitlerowi za eksterminację Żydów”;
- „Polska była sojusznikiem nazistów”.

Według EUvsDisinfo Kreml ignoruje fakty historyczne i usiłuje tworzyć własne „fakty historyczne”.
Według szeregu źródeł od stycznia 2020 prowadzona jest operacja dezinformacyjna wykorzystująca wirus SARS-CoV-2 (zob. pandemia COVID-19 i COVID-19). Prowadzona jest w internecie na platformach społecznościowych oraz przez prokremlowskie media. W założeniach jest identyczna do operacji dezinformacyjnej z lat 80. XX wieku prowadzonej przez ZSRR (KGB) – Operation INFEKTION, która m.in. przedstawiała wirus naturalnego pochodzenia HIV jako rzekomą „amerykańską broń biologiczną”. 3 marca 2020 potwierdzono, że „system szybkiego ostrzegania i monitorowania poważnych przypadków dezinformacji” Unii Europejskiej został zastosowany celem przeciwdziałania dezinformacji wykorzystującej koronawirus SARS-CoV-2. Wiceprzewodnicząca Komisji Europejskiej Věra Jourová poinformowała, że narzędzie to zostało użyte do wymiany wiedzy między państwami członkowskimi Unii Europejskiej, a także partnerami grupy G7 na temat dezinformacji „pochodzącej ze źródeł zewnętrznych”. Dzień wcześniej doszło do spotkania w którym uczestniczyli przedstawiciele m.in. Google, Facebook, Twitter i Microsoft, aby omówić sposoby ograniczenia przepływu dezinformacji online dotyczącej koronawirusa. Według oświadczenia Jourovej:
„Wszyscy uczestnicy spotkania potwierdzili, że wykryli różne rodzaje dezinformacji lub fake news w Internecie i podjęli szereg działań w celu ich rozwiązania. Przykłady dezinformacji obejmują fałszywe środki zaradcze, które mają rzekomo na celu zaradzenie zagrożeniu i mogą stanowić zagrożenie dla zdrowia (np. picie wybielacza w celu zabicia wirusa lub wkładanie octu do nozdrzy, aby uniknąć zarażenia) lub mistyfikację na temat pochodzenia wirusa oraz sposobu i prędkości, z jaką się rozprzestrzenia”.
9 marca 2020 brytyjski rząd utworzył jednostkę ds. przeciwdziałania dezinformacji, z uwagi na działalność grupy państw „wykorzystujących kryzys koronawirusa”. Eksperci mają m.in. współpracować z firmami prowadzącymi media społecznościowe w celu ochrony Wielkiej Brytanii przed fałszywymi informacjami. Brytyjska narodowa służba zdrowia (NHS) współpracuje m.in. z Twitterem w celu zawieszania fałszywych kont. Niektóre z tych kont np. udają profile szpitali i usiłują wprowadzać niedokładne informacje na temat liczby przypadków zakażeń.
Według szefa sztabu obrony Kanady gen. Jonathana Vance występują oznaki internetowych działań dezinformacyjnych zmierzających do zasiania paniki z powodu COVID-19. Będą również podejmowane wysiłki ze strony państwowych i niepaństwowych aktorów (przestrzeni informacyjnej), aby dyskredytować kroki państw podejmowane w związku z zakażeniami wirusem SARS-CoV-2. Z kolei kanadyjski Parlamentarny Komitet Bezpieczeństwa Narodowego i Wywiadu ostrzegł w swoim rocznym raporcie opublikowanym 12 marca 2020 przed działaniami Rosji i Chin, które nadal będą ingerować i próbować dyskredytować instytucje w Kanadzie.
Według EUvsDisinfo prokremlowskie aktywa dezinformacyjne nie próbują informować o faktach dotyczących koronawirusa i powodowanej przez niego choroby, ale zmylić odbiorców. Celem ma być zajęcie przestrzeni informacyjnej kłamstwami, żeby przesłonić fakty. Ważnym zadaniem tego rodzaju komunikatów (sprzecznych, jak równoczesne bagatelizowanie zagrożenia i wyolbrzymianie, np. przez przedstawianie koronawirusa jako rzekomą „broń biologiczną”), nadawanych do międzynarodowej publiczności z prokremlowskich placówek, ma być sianie niezgody. W dezinformacji przekazywane są odbiorcom dziesiątki różnych wypowiedzi, wersji, „wyjaśnień”, „wycieków”, „rewelacji” i teorii spiskowych – ma to mieć na celu zmniejszenie zaufania do wysiłków systemu opieki zdrowotnej, władz, instytucji krajowych i międzynarodowych.
Pod koniec lipca 2020 przedstawiciele administracji USA w rozmowie z Associated Press poinformowali, że rosyjski wywiad używa trzech portali, żeby siać w USA dezinformację na temat koronawirusa. W ocenie wywiadu USA za systematycznym dezinformowaniem o koronawirusie i przebiegu epidemii w USA stoją dwie struktury będące częścią GRU i SWR.
W trakcie inwazji Rosji na Ukrainę rozpoczętej w 2022 r. Rosyjskie fabryki dezinformacji w ciągu 1 tygodnia potrafią opublikować w ukraińskim internecie nawet 174,5 mln komentarzy mających na celu demoralizację i dezorganizację społeczeństwa i armii oraz ogólne podziały. Państwem—celem nr 2 w trakcie tego konfliktu jest Polska. 